# Lac Parmachenee
Le lac Parmachenee est un lac des États-Unis situé à l’extrémité ouest du Maine, dans le comté d'Oxoford, juste au sud de la frontière canadienne sur la Rivière Magalloway. Le lac a été nommé en mémoire de la fille (Parmachenee) du chef amérindien Metallak et est surtout connu à cause du Club de chasse et pêche Parmachenee, fondé en 1890.

## Géographie

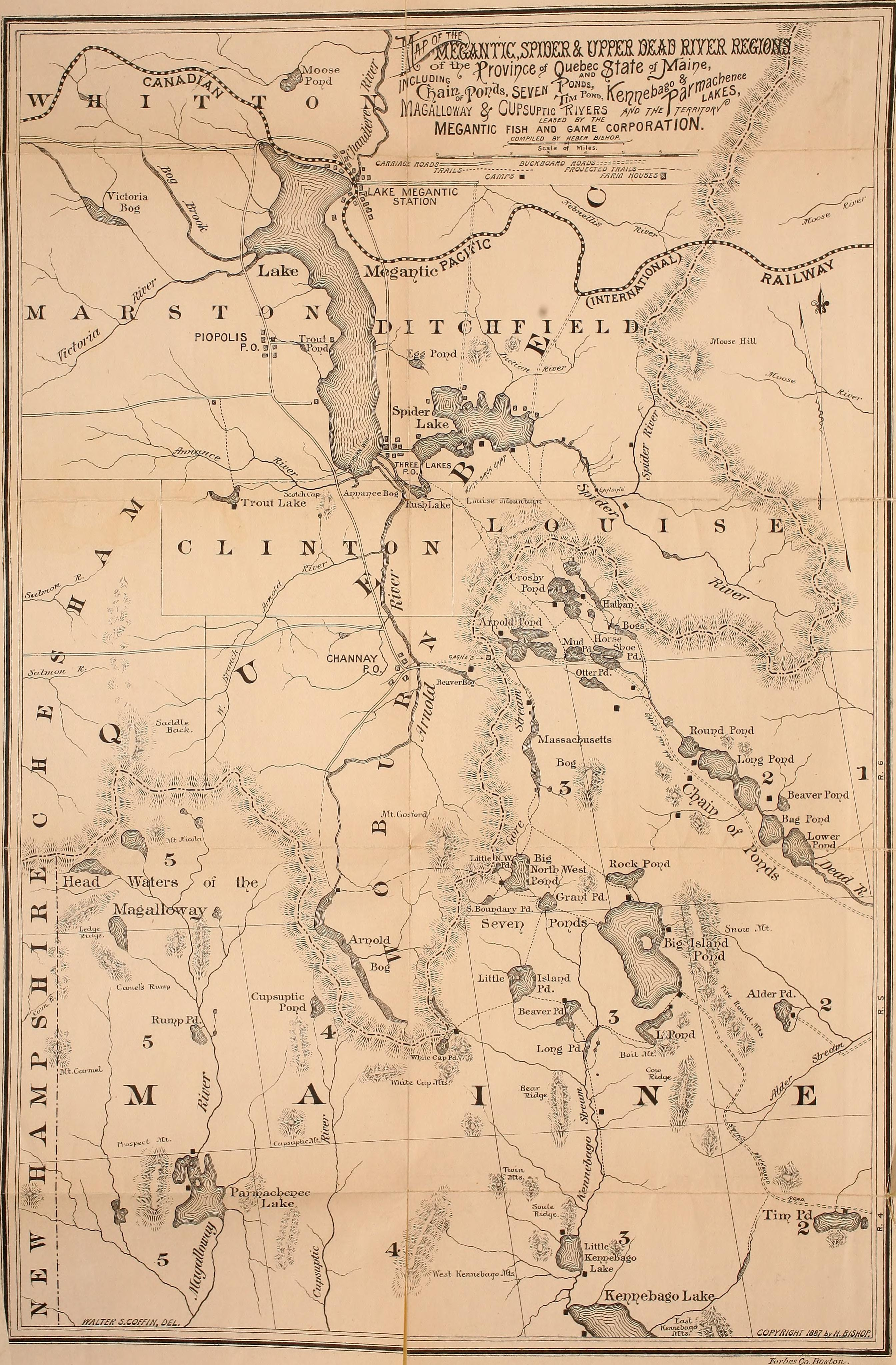
Livret cartographique du sud du Québec, de la région en amont de la rivière Dead, et du lac Parmachenee au nord de l'État du Maine (1887).

La rivière Magalloway entre à l’extrémité nord du lac qui a 3,69 km2 de superficie et une profondeur de 28 mètres ; en partie dans le canton de Parmachenee, et au sud dans le canton de Lynchtown où la rivière Magalloway continue sur 3,2 km vers le lac Aziscohos. 